# Aragua (staat)
Aragua is een deelstaat van Venezuela, gelegen in het noorden en grenzend aan de Caribische Zee. De hoofdstad is Maracay.

## Bestuur
De gouverneur van Aragua is Joana Sánchez.

## Toerisme
Bekende toeristische trekpleisers zijn de stranden van Cata en Choroni en het nationaal park Henry Pittier.

## Gemeenten
Aragua telt 18 gemeenten:
| Nr. | Gemeente                    | Inwoners | Hoofdplaats                | Inwoners |
| --- | --------------------------- | -------- | -------------------------- | -------- |
| 1   | Bolívar                     | 60.080   | San Mateo                  | 60.080   |
| 2   | Camatagua                   | 24.754   | Camatagua                  | 24.754   |
| 3   | Francisco Linares Alcántara | 149.158  | Santa Rita                 | 149.158  |
| 4   | Girardot                    | 437.525  | Maracay                    | 430.998  |
| 5   | José Angel Lamas            | 38.316   | Santa Cruz                 | 36.176   |
| 6   | José Félix Ribas            | 214.492  | La Victoria                | 172.981  |
| 7   | José Rafael Revenga         | 56.604   | El Consejo                 | 56.604   |
| 8   | Libertador                  | 123.706  | Palo Negro                 | 123.706  |
| 9   | Mario Briceño Iragorry      | 106.166  | El Limón                   | -        |
| 10  | Ocumare de la Costa de Oro  | 14.205   | Ocumare de la Costa        | 13.847   |
| 11  | San Casimiro                | 32.961   | San Casimiro               | 32.961   |
| 12  | San Sebastián               | 33.336   | San Sebástian de los Reyes | 33.336   |
| 13  | Santiago Mariño             | 224.880  | Turmero                    | 224.880  |
| 14  | Santos Michelena            | 54.392   | Las Tejerías               | 50.268   |
| 15  | Sucre                       | 152.233  | Cagua                      | 130.444  |
| 16  | Tovar                       | 21.600   | Colonia Tovar              | 21.600   |
| 17  | Urdaneta                    | 23.880   | Barbacoas                  | 21.271   |
| 18  | Zamora                      | 161.275  | Villa de Cura              | 76.614   |

| Detailkaart                                                                                                  |
| --- |
| Caraïbische Zee Carabobo Cojedes Guárico Miranda La Guaira D.C. 1 2 3 4 5 6 7 8 9 10 11 12 13 14 15 16 17 18 |
| Gemeenten |